# 塞尔维亚第72特种作战部队
塞尔维亚第72特种作战部队是塞尔维亚武装力量的精锐，为塞尔维亚特种部队的一部分。它成立于1992年，原先隶属南斯拉夫军队，在科索沃战争中防守最重要的地方，预防北约军队进入塞尔维亚。南斯拉夫解体后，72特种作战部队被缩减至一个营，归塞尔维亚特种作战旅管理。2019年12月21日，塞尔维亚特种作战旅被解散，72特种部队又被扩编成了一个旅。现在72特种部队归塞尔维亚军队总参谋部直接管辖，与塞尔维亚第63伞兵作战部队共同组成了塞尔维亚特种部队。

## 下辖部队
- 一个指挥营和一个后勤连
- 塞尔维亚格里芬特种作战部队
- 塞尔维亚猎鹰特种作战部队

## 兄弟部队
- 塞尔维亚第63伞兵作战部队